# Coppa Italia 1982/83
Die Coppa Italia 1982/83, den Fußball-Pokalwettbewerb für Vereinsmannschaften in Italien der Saison 1982/83, gewann Juventus Turin. Juve traf im Finale auf Hellas Verona und konnte die Coppa Italia zum siebten Mal gewinnen. Mit 0:2 und 3:0 nach Verlängerung setzte sich die Mannschaft von Trainer Giovanni Trapattoni durch. Man wurde Nachfolger von Inter Mailand, das sich im Vorjahr gegen Torino Calcio durchgesetzt hatte, diesmal allerdings bereits im Halbfinale scheiterte.
Als italienischer Pokalsieger 1982/83 qualifizierte sich Juventus Turin für den Europapokal der Pokalsieger des folgenden Jahres, wo man im Endspiel gegen den portugiesischen Vertreter FC Porto siegreich blieb und diesen Wettbewerb erstmals gewinnen konnte.

## Gruppenphase

### Gruppe 1
| Pl. | Verein           | Sp. | S | U | N | Tore    | Diff. | Punkte |
| --- | ---------------- | --- | - | - | - | ------- | ----- | ------ |
| 1.  | Torino Calcio    | 5   | 3 | 2 | 0 | 007:400 | +3    | 08     |
| 2.  | Cagliari Calcio  | 5   | 2 | 3 | 0 | 008:500 | +3    | 07     |
| 3.  | US Palermo       | 5   | 1 | 4 | 0 | 005:400 | +1    | 06     |
| 4.  | AC Monza Brianza | 5   | 1 | 1 | 3 | 007:700 | ±0    | 03     |
| 5.  | AC Reggiana      | 5   | 1 | 1 | 3 | 006:800 | −2    | 03     |
| 6.  | Benevento Calcio | 5   | 0 | 3 | 2 | 003:800 | −5    | 03     |

| 1. Spieltag      |     |                  |
| AC Monza Brianza | 1:1 | Benevento Calcio |
| US Palermo       | 0:0 | Torino Calcio    |
| AC Reggiana      | 0:2 | Cagliari Calcio  |
| 2. Spieltag      |     |                  |
| Benevento Calcio | 0:0 | US Palermo       |
| AC Monza Brianza | 1:2 | Cagliari Calcio  |
| AC Reggiana      | 1:2 | Torino Calcio    |
| 3. Spieltag      |     |                  |
| Cagliari Calcio  | 1:1 | Benevento Calcio |
| US Palermo       | 1:1 | AC Reggiana      |
| Torino Calcio    | 2:1 | AC Monza Brianza |
| 4. Spieltag      |     |                  |
| Benevento Calcio | 1:2 | Torino Calcio    |
| Cagliari Calcio  | 2:2 | US Palermo       |
| AC Reggiana      | 0:3 | AC Monza Brianza |
| 5. Spieltag      |     |                  |
| Benevento Calcio | 0:4 | AC Reggiana      |
| AC Monza Brianza | 1:2 | US Palermo       |
| Torino Calcio    | 1:1 | Cagliari Calcio  |

### Gruppe 2
| Pl. | Verein          | Sp. | S | U | N | Tore    | Diff. | Punkte |
| --- | --------------- | --- | - | - | - | ------- | ----- | ------ |
| 1.  | Ascoli Calcio   | 5   | 4 | 0 | 1 | 012:800 | +4    | 08     |
| 2.  | FC Varese       | 5   | 2 | 3 | 0 | 007:400 | +3    | 07     |
| 3.  | AC Pistoiese    | 5   | 3 | 1 | 1 | 007:500 | +2    | 07     |
| 4.  | Sampdoria Genua | 5   | 1 | 2 | 2 | 006:500 | +1    | 04     |
| 5.  | US Triestina    | 5   | 0 | 2 | 3 | 005:900 | −4    | 02     |
| 6.  | Brescia Calcio  | 5   | 1 | 0 | 4 | 003:900 | −6    | 02     |

| 1. Spieltag     |     |                 |
| Brescia Calcio  | 1:2 | FC Varese       |
| AC Pistoiese    | 1:3 | Ascoli Calcio   |
| US Triestina    | 1:1 | Sampdoria Genua |
| 2. Spieltag     |     |                 |
| Ascoli Calcio   | 4:2 | US Triestina    |
| Brescia Calcio  | 0:1 | AC Pistoiese    |
| Sampdoria Genua | 0:0 | FC Varese       |
| 3. Spieltag     |     |                 |
| Ascoli Calcio   | 2:1 | Sampdoria Genua |
| US Triestina    | 0:1 | Brescia Calcio  |
| FC Varese       | 1:1 | AC Pistoiese    |
| 4. Spieltag     |     |                 |
| AC Pistoiese    | 2:1 | US Triestina    |
| Sampdoria Genua | 4:0 | Brescia Calcio  |
| FC Varese       | 3:1 | Ascoli Calcio   |
| 5. Spieltag     |     |                 |
| Brescia Calcio  | 1:2 | Ascoli Calcio   |
| AC Pistoiese    | 2:0 | Sampdoria Genua |
| US Triestina    | 1:1 | FC Varese       |

### Gruppe 3
| Pl. | Verein             | Sp. | S | U | N | Tore    | Diff. | Punkte |
| --- | ------------------ | --- | - | - | - | ------- | ----- | ------ |
| 1.  | SSC Neapel         | 5   | 4 | 1 | 0 | 006:200 | +4    | 09     |
| 2.  | US Avellino        | 5   | 2 | 2 | 1 | 006:500 | +1    | 06     |
| 3.  | Lazio Rom          | 5   | 2 | 1 | 2 | 008:800 | ±0    | 05     |
| 4.  | AC Perugia         | 5   | 0 | 4 | 1 | 003:400 | −1    | 04     |
| 5.  | Atalanta Bergamo   | 5   | 0 | 4 | 1 | 001:200 | −1    | 04     |
| 6.  | Salernitana Calcio | 5   | 0 | 2 | 3 | 004:700 | −3    | 02     |

| 1. Spieltag        |     |                    |
| Lazio Rom          | 3:2 | AC Perugia         |
| Salernitana Calcio | 0:1 | SSC Neapel         |
| Atalanta Bergamo   | 1:1 | US Avellino        |
| 2. Spieltag        |     |                    |
| Atalanta Bergamo   | 0:0 | Salernitana Calcio |
| US Avellino        | 2:1 | Lazio Rom          |
| AC Perugia         | 0:0 | SSC Neapel         |
| 3. Spieltag        |     |                    |
| Lazio Rom          | 0:0 | Atalanta Bergamo   |
| SSC Neapel         | 2:1 | US Avellino        |
| AC Perugia         | 1:1 | Salernitana Calcio |
| 4. Spieltag        |     |                    |
| Atalanta Bergamo   | 0:0 | AC Perugia         |
| Lazio Rom          | 1:2 | SSC Neapel         |
| Salernitana Calcio | 1:2 | US Avellino        |
| 5. Spieltag        |     |                    |
| US Avellino        | 0:0 | AC Perugia         |
| SSC Neapel         | 1:0 | Atalanta Bergamo   |
| Salernitana Calcio | 2:3 | Lazio Rom          |

### Gruppe 4
| Pl. | Verein            | Sp. | S | U | N | Tore    | Diff. | Punkte |
| --- | ----------------- | --- | - | - | - | ------- | ----- | ------ |
| 1.  | FC Bologna        | 5   | 2 | 3 | 0 | 008:300 | +5    | 07     |
| 2.  | SC Pisa           | 5   | 3 | 1 | 1 | 007:200 | +5    | 07     |
| 3.  | AC Florenz        | 5   | 2 | 2 | 1 | 008:300 | +5    | 06     |
| 4.  | Campobasso Calcio | 5   | 3 | 0 | 2 | 003:500 | −2    | 06     |
| 5.  | SS Cavese         | 5   | 0 | 2 | 3 | 000:300 | −3    | 02     |
| 6.  | ASG Nocerina      | 5   | 1 | 0 | 4 | 001:110 | −10   | 02     |

| 1. Spieltag       |     |                   |
| FC Bologna        | 2:0 | Campobasso Calcio |
| SS Cavese         | 0:1 | SC Pisa           |
| ASG Nocerina      | 0:5 | AC Florenz        |
| 2. Spieltag       |     |                   |
| Campobasso Calcio | 1:0 | AC Florenz        |
| ASG Nocerina      | 1:0 | SS Cavese         |
| SC Pisa           | 1:1 | FC Bologna        |
| 3. Spieltag       |     |                   |
| FC Bologna        | 3:0 | ASG Nocerina      |
| AC Florenz        | 0:0 | SS Cavese         |
| SC Pisa           | 3:0 | Campobasso Calcio |
| 4. Spieltag       |     |                   |
| Campobasso Calcio | 1:0 | ASG Nocerina      |
| SS Cavese         | 0:0 | FC Bologna        |
| AC Florenz        | 1:0 | SC Pisa           |
| 5. Spieltag       |     |                   |
| FC Bologna        | 2:2 | AC Florenz        |
| Campobasso Calcio | 1:0 | SS Cavese         |
| ASG Nocerina      | 0:2 | SC Pisa           |

### Gruppe 5
| Pl. | Verein        | Sp. | S | U | N | Tore    | Diff. | Punkte |
| --- | ------------- | --- | - | - | - | ------- | ----- | ------ |
| 1.  | AS Rom        | 5   | 4 | 1 | 0 | 013:100 | +12   | 09     |
| 2.  | Hellas Verona | 5   | 3 | 1 | 1 | 005:600 | −1    | 07     |
| 3.  | US Lecce      | 5   | 2 | 2 | 1 | 004:300 | +1    | 06     |
| 4.  | SPAL Ferrara  | 5   | 2 | 0 | 3 | 003:500 | −2    | 04     |
| 5.  | FC Como       | 5   | 0 | 2 | 3 | 002:600 | −4    | 02     |
| 6.  | FC Modena     | 5   | 0 | 2 | 3 | 002:800 | −6    | 02     |

| 1. Spieltag   |     |               |
| US Lecce      | 0:2 | Hellas Verona |
| FC Modena     | 1:1 | FC Como       |
| SPAL Ferrara  | 0:1 | AS Rom        |
| 2. Spieltag   |     |               |
| FC Como       | 0:1 | US Lecce      |
| AS Rom        | 5:1 | FC Modena     |
| Hellas Verona | 1:0 | SPAL Ferrara  |
| 3. Spieltag   |     |               |
| FC Como       | 1:1 | Hellas Verona |
| US Lecce      | 0:0 | AS Rom        |
| SPAL Ferrara  | 1:0 | FC Modena     |
| 4. Spieltag   |     |               |
| FC Modena     | 0:0 | US Lecce      |
| SPAL Ferrara  | 1:0 | FC Como       |
| Hellas Verona | 0:5 | AS Rom        |
| 5. Spieltag   |     |               |
| US Lecce      | 3:1 | SPAL Ferrara  |
| FC Modena     | 0:1 | Hellas Verona |
| AS Rom        | 2:0 | FC Como       |

### Gruppe 6
| Pl. | Verein         | Sp. | S | U | N | Tore    | Diff. | Punkte |
| --- | -------------- | --- | - | - | - | ------- | ----- | ------ |
| 1.  | Juventus Turin | 5   | 3 | 2 | 0 | 010:700 | +3    | 08     |
| 2.  | AC Mailand     | 5   | 3 | 1 | 1 | 008:600 | +2    | 07     |
| 3.  | Catania Calcio | 5   | 2 | 2 | 1 | 006:500 | +1    | 06     |
| 4.  | Pescara Calcio | 5   | 0 | 4 | 1 | 006:700 | −1    | 04     |
| 5.  | Calcio Padova  | 5   | 0 | 3 | 2 | 004:600 | −2    | 03     |
| 6.  | CFC Genua      | 5   | 0 | 2 | 3 | 008:110 | −3    | 02     |

| 1. Spieltag    |     |                |
| Catania Calcio | 1:1 | Juventus Turin |
| CFC Genua      | 1:1 | Calcio Padova  |
| Pescara Calcio | 1:1 | AC Mailand     |
| 2. Spieltag    |     |                |
| Catania Calcio | 1:0 | CFC Genua      |
| Juventus Turin | 2:1 | Pescara Calcio |
| Calcio Padova  | 0:1 | AC Mailand     |
| 3. Spieltag    |     |                |
| CFC Genua      | 3:4 | Juventus Turin |
| AC Mailand     | 2:1 | Catania Calcio |
| Calcio Padova  | 1:1 | Pescara Calcio |
| 4. Spieltag    |     |                |
| Catania Calcio | 2:1 | Calcio Padova  |
| Juventus Turin | 2:1 | AC Mailand     |
| Pescara Calcio | 2:2 | CFC Genua      |
| 5. Spieltag    |     |                |
| AC Mailand     | 3:2 | CFC Genua      |
| Calcio Padova  | 1:1 | Juventus Turin |
| Pescara Calcio | 1:1 | Catania Calcio |

### Gruppe 7
| Pl. | Verein                | Sp. | S | U | N | Tore    | Diff. | Punkte |
| --- | --------------------- | --- | - | - | - | ------- | ----- | ------ |
| 1.  | AC Cesena             | 5   | 4 | 1 | 0 | 010:300 | +7    | 09     |
| 2.  | US Catanzaro          | 5   | 3 | 0 | 2 | 008:500 | +3    | 06     |
| 3.  | Sambenedettese Calcio | 5   | 1 | 3 | 1 | 003:300 | ±0    | 05     |
| 4.  | AC Arezzo             | 5   | 2 | 0 | 3 | 004:400 | ±0    | 04     |
| 5.  | US Cremonese          | 5   | 1 | 2 | 2 | 005:800 | −3    | 04     |
| 6.  | US Paganese           | 5   | 0 | 2 | 3 | 001:800 | −7    | 02     |

| 1. Spieltag           |     |                       |
| AC Arezzo             | 1:0 | US Catanzaro          |
| US Cremonese          | 0:0 | US Paganese           |
| Sambenedettese Calcio | 0:0 | AC Cesena             |
| 2. Spieltag           |     |                       |
| AC Cesena             | 2:0 | AC Arezzo             |
| US Paganese           | 0:2 | US Catanzaro          |
| Sambenedettese Calcio | 1:1 | US Cremonese          |
| 3. Spieltag           |     |                       |
| AC Arezzo             | 3:0 | US Paganese           |
| US Catanzaro          | 2:1 | Sambenedettese Calcio |
| US Cremonese          | 2:3 | AC Cesena             |
| 4. Spieltag           |     |                       |
| US Catanzaro          | 4:1 | US Cremonese          |
| Sambenedettese Calcio | 1:0 | AC Arezzo             |
| US Paganese           | 1:3 | AC Cesena             |
| 5. Spieltag           |     |                       |
| AC Cesena             | 2:0 | US Catanzaro          |
| US Cremonese          | 1:0 | AC Arezzo             |
| US Paganese           | 0:0 | Sambenedettese Calcio |

### Gruppe 8
| Pl. | Verein            | Sp. | S | U | N | Tore    | Diff. | Punkte |
| --- | ----------------- | --- | - | - | - | ------- | ----- | ------ |
| 1.  | AS Bari           | 5   | 4 | 1 | 0 | 009:300 | +6    | 09     |
| 2.  | Inter Mailand     | 5   | 4 | 0 | 1 | 009:300 | +6    | 08     |
| 3.  | Udinese Calcio    | 5   | 3 | 0 | 2 | 007:500 | +2    | 06     |
| 4.  | Lanerossi Vicenza | 5   | 1 | 2 | 2 | 011:800 | +3    | 04     |
| 5.  | Rimini Calcio     | 5   | 0 | 2 | 3 | 005:900 | −4    | 02     |
| 6.  | US Foggia         | 5   | 0 | 1 | 4 | 004:170 | −13   | 01     |

| 1. Spieltag       |     |                   |
| US Foggia         | 0:2 | Udinese Calcio    |
| Lanerossi Vicenza | 1:1 | AS Bari           |
| Rimini Calcio     | 0:1 | Inter Mailand     |
| 2. Spieltag       |     |                   |
| AS Bari           | 3:1 | US Foggia         |
| Lanerossi Vicenza | 1:3 | Inter Mailand     |
| Rimini Calcio     | 1:2 | Udinese Calcio    |
| 3. Spieltag       |     |                   |
| US Foggia         | 2:2 | Rimini Calcio     |
| Inter Mailand     | 0:1 | AS Bari           |
| Udinese Calcio    | 2:1 | Lanerossi Vicenza |
| 4. Spieltag       |     |                   |
| AS Bari           | 1:0 | Udinese Calcio    |
| Inter Mailand     | 3:0 | US Foggia         |
| Rimini Calcio     | 1:1 | Lanerossi Vicenza |
| 5. Spieltag       |     |                   |
| AS Bari           | 3:1 | Rimini Calcio     |
| Lanerossi Vicenza | 7:1 | US Foggia         |
| Udinese Calcio    | 1:2 | Inter Mailand     |

## Achtelfinale
|                 | Gesamt    |               | Hinspiel | Rückspiel |
| --------------- | --------- | ------------- | -------- | --------- |
| AC Cesena       | 1:2       | SSC Neapel    | 1:0      | 0:2       |
| Cagliari Calcio | 3:6       | AC Mailand    | 1:2      | 2:4       |
| Hellas Verona   | 5:0       | Ascoli Calcio | 5:0      | 0:0       |
| Inter Mailand   | 2:1       | FC Varese     | 2:0      | 0:1       |
| Juventus Turin  | 2:1       | AS Bari       | 1:0      | 1:1       |
| AC Pisa         | (a)2:2(a) | FC Bologna    | 0:0      | 2:2       |
| US Avellino     | 3:6       | AS Rom        | 0:1      | 3:5       |
| US Catanzaro    | 0:3       | Torino Calcio | 0:1      | 0:2       |

## Viertelfinale
|                | Gesamt    |            | Hinspiel | Rückspiel |
| -------------- | --------- | ---------- | -------- | --------- |
| Torino Calcio  | 2:0       | SSC Neapel | 2:0      | 0:0       |
| Hellas Verona  | (a)5:5(a) | AC Mailand | 2:2      | 3:3       |
| Inter Mailand  | 3:2       | SC Pisa    | 3:2      | 0:0       |
| Juventus Turin | 5:0       | AS Rom     | 3:0      | 2:0       |

## Halbfinale
|                | Gesamt    |               | Hinspiel | Rückspiel |
| -------------- | --------- | ------------- | -------- | --------- |
| Hellas Verona  | (a)2:2(a) | Torino Calcio | 0:1      | 2:1       |
| Juventus Turin | 2:1       | Inter Mailand | 2:1      | 0:0       |

## Finale

### Hinspiel
| Hellas Verona                                          | Hellas Verona | Juventus Turin | Juventus Turin |
| ------------------------------------------------------ | --- | --- | -------------- |
| Hellas Verona                                          | \| Finale \| \| 19. Juni 1983 in Verona (Stadio Marcantonio Bentegodi) \| \| Ergebnis: 2:0 (1:0) \| \| Schiedsrichter: Rosario Lo Bello \| | \| Finale \| \| 19. Juni 1983 in Verona (Stadio Marcantonio Bentegodi) \| \| Ergebnis: 2:0 (1:0) \| \| Schiedsrichter: Rosario Lo Bello \|                                                                                                  | Juventus Turin |
| Hellas Verona                                          | Claudio Garella – Emidio Oddi, Luciano Marangon, Domenico Volpati, Roberto Tricella – Mario Guidetti, Pietro Fanna (76. Ezio Sella), Luigi Sacchetti, Antonio Di Gennaro, Dirceu (89. Adriano Fedele) – Domenico Penzo (87. Luigi Manueli) Cheftrainer: Osvaldo Bagnoli | Luciano Bodini – Claudio Gentile, Sergio Brio, Gaetano Scirea, Marco Tardelli – Massimo Bonini, Cesare Prandelli (74. Massimo Storgato), Michel Platini, Zbigniew Boniek – Giuseppe Galderisi, Paolo Rossi Cheftrainer: Giovanni Trapattoni | Juventus Turin |
| Hellas Verona                                          | 1:0 Domenico Penzo (44.) 2:0 Domenico Volpati (51.) | | Juventus Turin |
| Finale                                                 | | |                |
| 19. Juni 1983 in Verona (Stadio Marcantonio Bentegodi) | | |                |
| Ergebnis: 2:0 (1:0)                                    | | |                |
| Schiedsrichter: Rosario Lo Bello                       | | |                |

### Rückspiel
| Juventus Turin                            | Juventus Turin | Hellas Verona | Hellas Verona |
| ----------------------------------------- | --- | --- | ------------- |
| Juventus Turin                            | \| Finale \| \| 22. Juni 1983 in Turin (Stadio Communale) \| \| Ergebnis: 3:0 n. V. (2:0, 1:0) \| \| Schiedsrichter: Rosario Lo Bello \| | \| Finale \| \| 22. Juni 1983 in Turin (Stadio Communale) \| \| Ergebnis: 3:0 n. V. (2:0, 1:0) \| \| Schiedsrichter: Rosario Lo Bello \|                                                                      | Hellas Verona |
| Juventus Turin                            | Luciano Bodini – Claudio Gentile, Sergio Brio (75. Massimo Storgato), Gaetano Scirea, Antonio Cabrini – Massimo Bonini, Marco Tardelli, Michel Platini, Domenico Marocchino, Zbigniew Boniek – Paolo Rossi Cheftrainer: Giovanni Trapattoni | Claudio Garella – Emidio Oddi, Luciano Marangon, Domenico Volpati, Roberto Tricella – Mario Guidetti, Pietro Fanna, Luigi Sacchetti, Antonio Di Gennaro, Dirceu – Domenico Penzo Cheftrainer: Osvaldo Bagnoli | Hellas Verona |
| Juventus Turin                            | 1:0 Paolo Rossi (8.) 2:0 Michel Platini (81.) 3:0 Michel Platini (119.) | | Hellas Verona |
| Finale                                    | | |               |
| 22. Juni 1983 in Turin (Stadio Communale) | | |               |
| Ergebnis: 3:0 n. V. (2:0, 1:0)            | | |               |
| Schiedsrichter: Rosario Lo Bello          | | |               |

## Siegermannschaft
| Juventus Turin | |
| Juventus Turin | - Tor: Luciano Bodini (7 Spiele/0Tore); Dino Zoff (6/0) - Abwehr: Sergio Brio (13/0); Antonio Cabrini (8/1); Claudio Gentile (10/0); Carlo Osti (5/0); Gaetano Scirea (12/1); Massimo Storgato (6/0) - Mittelfeld: Zbigniew Boniek (12/3); Massimo Bonini (13/0); Giuseppe Furino (10/0); Giovanni Koetting (1/0); Domenico Marocchino (9/1); Michel Platini (13/7); Cesare Prandelli (9/0); Marco Tardelli (10/1) - Angriff: Roberto Bettega (7/1); Giuseppe Galderisi (6/1); Paolo Rossi (11/5) - Trainer: Giovanni Trapattoni |
| Quelle:        | |